# Penacoris
Penacoris is een geslacht van wantsen uit de familie van de Miridae (Blindwantsen). Het geslacht werd voor het eerst wetenschappelijk beschreven door Cavalho & Rosas in 1966.

## Soorten
Het genus is monotypisch en bevat alleen de volgende soort:

- Penacoris longicuneatus Carvalho & Rosas, 1966